# Эттерсдорф
Эттерсдорф (нем. Oettersdorf) — община в Германии, в земле Тюрингия. 
Входит в состав района Заале-Орла. Подчиняется управлению Зеенплатте.  Население составляет 850 человек (на 31 декабря 2010 года). Занимает площадь 10,29 км².